# Нормални суд
Нормални суд је лабораторијска посуда сачињена од стакла карактеристичног крушкастог облика са дугим, узаним грлом. На врху се затвара глачаником, односно шлифованим запушачем, што омогућава да раствор у посуди може добро да се промућка без опасности да ће се пролити. Ова посуда припада калибрисаним, односно мерним судовима, па се употребљава за прављење раствора одређених концентрација, као и за разблаживање раствора (у одређеној запремини). Најчешће је калибрисана на 20 °, а величине су 1, 2, 5, 10, 50, 100, 250, 500 и 1000 ml. Маркирана је цртом која се налази на врату посуде.